# Urzică
Urzica (Urtica dioica) este o specie de plante erbacee, perene, din genul Urtica, familia Urticaceae.

## Răspândire
Urzica  este răspândită prin locuri necultivate de la câmpie, deal sau  munte, în Europa, nordul Africii, Asia și America de Nord. Le poți vedea de primăvara devreme până toamna, târziu, pe lângă garduri, pe marginea drumurilor și a apelor, în grădini, livezi, pe dealuri.

## Caractere morfologice
- Partea subterană : rizom subțire, cilindric, brun-deschis, lung și ramificat, cu numeroase rădăcini subțiri, pâsloase

- Tulpina (cu  4 muchii evidente) și  frunzele, opuse, ovale, dințate pe margini, sunt acoperite cu perișori urticanți, a căror atingere provoacă bășicarea pielii și mâncărimi. Poate ajunge până la un metru înălțime.

- Florile sunt dioice, dispuse pe plante diferite, în panicule dispuse la axila frunzelor superioare.

- Semințele sunt nucule ovale, verzui, cu perigonul persistent.

## Proprietățile urzicii
Urzicile au următoarele proprietăți medicinale:
- diuretic
- hemostatic (opreste sângerarea)
- antiseptic
- emolient
- depurativ
- combate reumatismul și anemia
- vindecă rănile și ulcerul
- stimulează creșterea părului
- luptă împotriva bolilor de rinichi
- reglează tensiunea arterială și nivelul de zahăr în sânge
- stimulează apetitul
- efect laxativ

## Uz
- medicinal
- culinar
- cosmetic

## Imagini

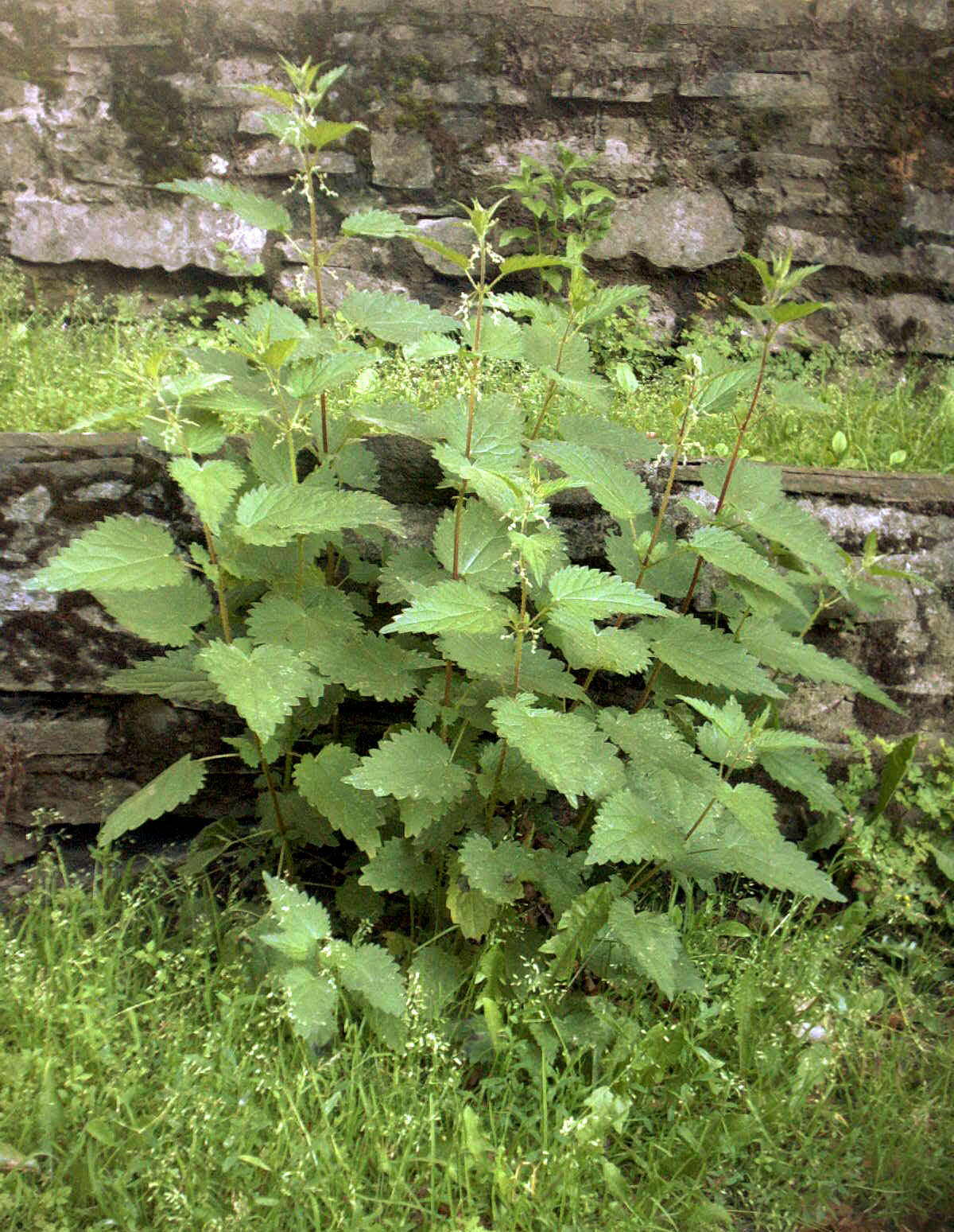
Plante
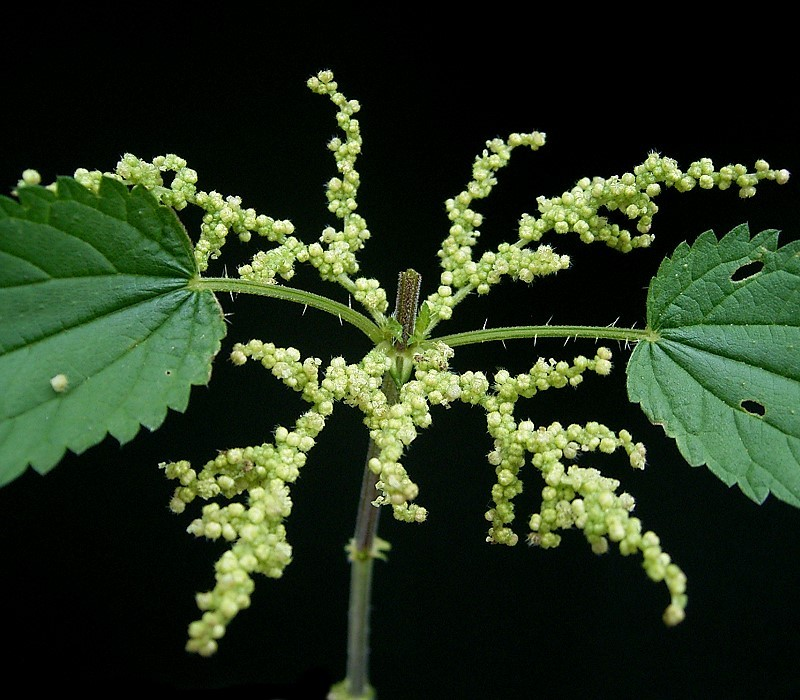
Inflorescenţe
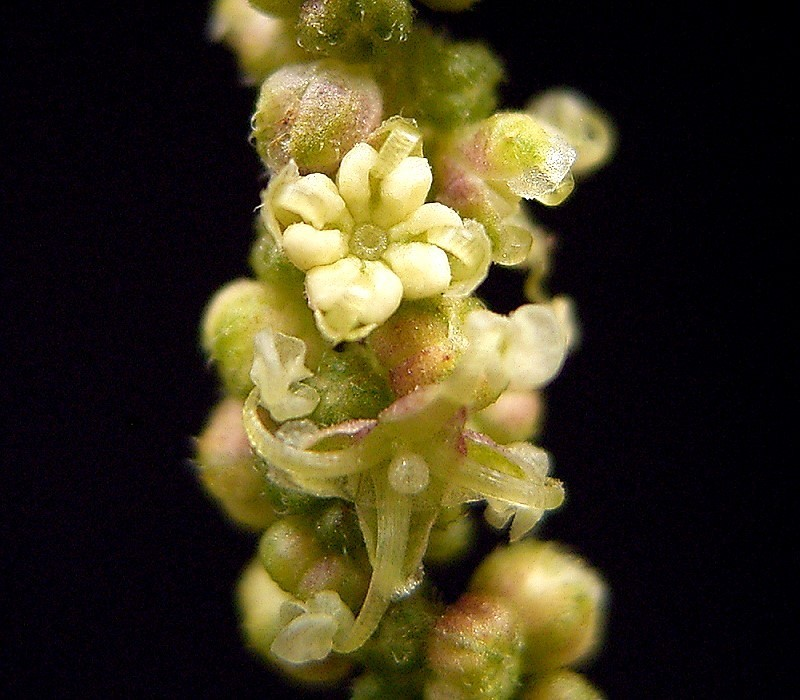
Flori
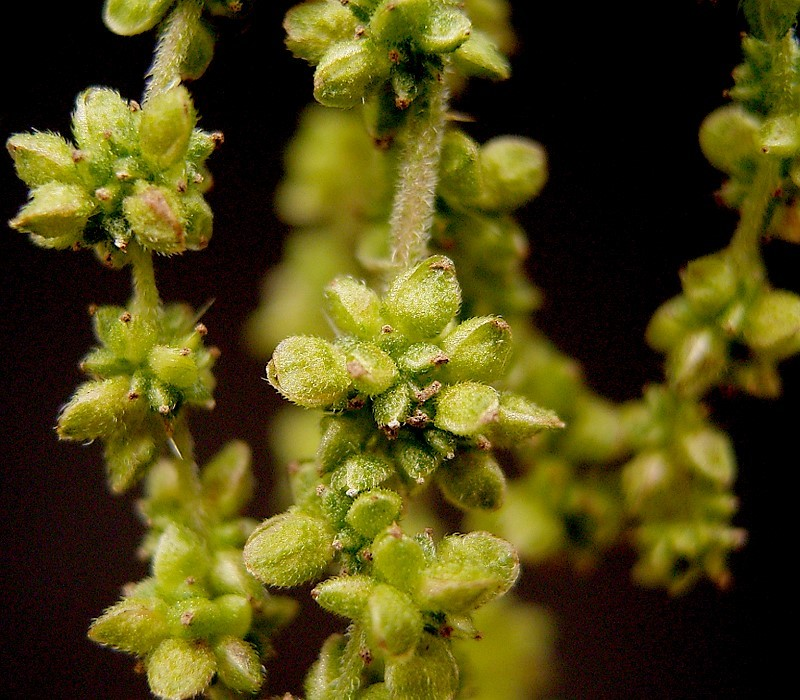
Fructe